# كاتي كوفمان
كاتي كوفمان (بالإنجليزية: Katie Kauffman)‏ هي لاعب هوكي الحقل أمريكية، ولدت في 26 سبتمبر 1974.

## وصلات خارجية
- كاتي كوفمان على موقع أوليمبيديا (الإنجليزية)